# Kein Entkommen
Kein Entkommen ist ein deutscher Psychothriller von Andreas Senn aus dem Jahr 2014. Anja Kling und Benno Fürmann spielen die Hauptrollen in dem Fernsehfilm. Nach einem Überfall und den psychischen Folgen wird ihre Ehe und Beziehung zu den Kindern und Freunden auf die Probe gestellt.

## Handlung
Anna wird eines nachmittags nach einem Hockey-Spiel an einer Bushaltestelle von drei Jugendlichen überfallen, brutal und wiederholt getreten und mit einer Eisenstange geschlagen.
Obwohl ein mehrwöchiger Krankenhausaufenthalt nötig ist, beschließen sie und ihr Mann, den Kindern Lina – fünf Jahre alt – und Jan – ca. fünfzehn – die Verletzungen als durch einen Unfall verursacht glaubhaft zu machen.
Die Verhandlung gegen die drei Täter, in der Anna als Zeugin aussagt, übersteht sie nur durch den Glauben auf eine klare Verurteilung der drei Angeklagten. Als die Strafe für den jüngsten der drei Täter – Marco – nur aus Sozialstunden besteht, ist ihr Vertrauen in den Rechtsstaat erschüttert.
Gleichzeitig will Anna die Folgen des Überfalls nicht wahrhaben – sie verweigert eine Psychotherapie und möchte sofort wieder in dem Bauunternehmen, das sie mit ihrem Mann zusammen aufgebaut hat, mitarbeiten.
Sie ist stärker traumatisiert als sie zugeben kann und will. Im Alleingang – ohne ihre Familie oder die Polizei hierüber zu informieren – versucht Anna, Marco eine erneute Straftat nachzuweisen.
Sie lernt seine Freundin kennen, die von Marco schlecht behandelt und auch geschlagen wird, diese ihren Sohn Jan – der sich in das Mädchen verliebt und beschützen will – und plötzlich ist Anna wieder im Krankenhaus angelangt: Jan ist nur leicht verletzt, Marco, den er mit einem Messer verletzt hat, schwer.
Ob die Verletzungen auf Notwehr beruhen oder Jan geplant angegriffen hat, bleibt ungeklärt. Weiter lernt Anna in der Klinik Marcos Mutter kennen – die nicht weiß, dass es sich bei ihr um ein Opfer ihres Sohnes handelt. Erstes Verständnis bahnt sich an.
Der Film endet mit einem gemeinsamen Frühstück der Familie, bei dem Anna den Geschichten aus dem Kindergarten ihrer Tochter Lina nicht folgen kann.